# Salud al día (programa de televisión)
Salud al día es un programa de televisión español emitido y creado por Canal Sur, la televisión pública andaluza.

## Historia
El programa fue estrenado en noviembre del año 2000 en Canal Sur TV, bajo la dirección y presentación de José Antonio Gavira. Tras el fichaje de Gavira por la recién inaugurada Castilla-La Mancha Televisión, Roberto Sánchez Benítez se hace cargo de la dirección y presentación del programa en noviembre de 2001. 
Desde su primera emisión, ha sido el programa de salud y bienestar con mayor número de visualizaciones en España, adquiriendo más de 50 premios a nivel regional, nacional e internacional. En el programa se realiza una función divulgativa en la que informa a los/as espectadores/as sobre temas relacionados con la salud con el objetivo de mejorar la calidad de vida. Durante la emisión, se observan recetas de la dieta mediterránea, visitas a distintas localidades andaluzas, reportajes y entrevistas a profesionales en la materia ya sean sanitarios/as, profesorado o investigadores/as con la formación adecuada para aconsejar a la población con respecto a la salud preventiva.
Aunque en un primer momento se emitía en dos entregas semanales —sábados y domingos a las 15h30—, para pasar a emitirse únicamente en las tardes de los sábados o de los domingos a las 19h05, actualmente se puede visualizar los sábados a las 13h45 en Canal Sur. Para poder obtener una información inmediata y conocer un adelanto de la próxima entrega, se pueden visitar las redes sociales de Twitter y Facebook en la que se encuentran activos.